# Джилл Барклем
Джилліан Барклем (англ. Jill Barklem), до шлюбу Гейз (англ. Gillian Gaze; 23 травня 1951 — 15 листопада 2017) — британська письменниця та ілюстраторка дитячих книжок. Її найвідомішою роботою є серія Brambly Hedge (Ожиновий живопліт), що виходить з 1980 року. Джилл Барклем відома також своїми вишукано деталізованими ілюстраціями.

## Раннє життя
Джилліан Гейз народилася в Еппінг 23 травня 1951 року. Вона була дочкою Джона та Айві Гейз, які керували сімейним універмагом у місті. Здобувши освіту в середній школі Лоутон, після нещасного випадку в 13 років, який спричинив відшарування сітківки, вона не могла брати участь у фізкультурі чи іграх у школі, натомість розвинула свій талант до малювання та мистецтва. Після закінчення школи вивчала ілюстрацію в університеті Святого Мартіна в Лондоні.

## Ілюстраторка
Після закінчення навчання стала ілюстраторкою дитячих Біблій і серії збірок молитов і благодатей. Під дошлюбним прізвищем вона ілюструвала книги Джанет і Джона Перкінса «Хом'як Гафферті».
Коли Джилліан Гейз їздила на навчання в Школу мистецтв Святого Мартіна в центрі Лондона, вона створила серіал про підземку. Натхненна своїми спостереженнями за сільською місцевістю навколо Еппінга, де вона виросла, і не дуже полюбляючи переповнені поїзди, вона перенесла себе в місце, яке вигадала, де панував мир, простір і доброзичливість, населивши його згуртованою спільнотою мишей. Свої ідеї, які виникли під час поїздки потягом до художньої школи, її чоловік запропонував їй втілити в книгу. Щоб розповісти про життя живоплоту Brambly Hedge, для своїх історій, перш ніж взятися за ілюстрації до них у власних історіях для дітей, Барклем витратила роки на дослідження географічних та культурних деталей, флори, звичаїв, ремесел та традиційних свят у сільській місцевості Англії. Вона витратила п'ять років на створення та дослідження світу Brambly Hedge, і коли передала роботу видавцям, її робота залишилася непоміченою для загалу, оскільки видавці вказували на відсутність сюжетної лінії та людей у книгах. Так тривало доти, поки телефонний дзвінок Джилл не спонукав Джейн Фіор, тодішню редакторку дитячих книжок, запросити її принести своє портфоліо. Фіор одразу була захоплена і відправила Барклем додому з контрактом на чотири книги. Її мальовничі оповідання розповідають про безперервні пригоди згуртованої спільноти лісових мишей — їхні свята, бенкети, сімейні драми, опіку, жнивну подорож та радості природної краси. Для своїх книг Джилл Барклем все ретельно дослідила, і навіть намагалася приготувати всю представлену їжу заздалегідь, щоб переконатися, що всі інгредієнти працюють.
Перші чотири книги були опубліковані в 1980 році, кожна з яких представляла одну з чотирьох пір року. В книжках зображувалося напружене і чарівне життя антропоморфних, повністю одягнених лісових мишей, які з дітьми, їхніми друзями та родиною живуть у корінні та серед стовбурів дерев і кущів живоплоту. Ці чотири книжки спочатку були випущені як окремі томи в мініатюрному форматі. Всі книги швидко завоювали успіх. Вона написала ще чотири для серії, остання була опублікована в 1994 році.
У 1982 році вона отримала премію Ельба на Болонській міжнародній виставці дитячих книжок.
Книги Джилл Барклем стали надзвичайно популярними, продано понад сім мільйонів примірників по всьому світу та надруковане понад 13 мовами. Персонажі Ожинового живоплоту згодом з'являлися в таких товарах, як карти, порцеляна Royal Doulton і анімаційному серіалі «Зачарований світ Ожинового живоплоту» (1996—2000).
Енн-Джанін Муртаг, виконавча видавниця HarperCollins Children's Books зазначає про Джилл Барклем, що «Її вишукані історії про живопліт Brambly Hedge зачаровують дітей і багатьох дорослих шанувальників у всьому світі вже понад 35 років».

## Приватне життя і смерть
Джилл одружилася з Девідом Барклемом, торговцем антикваріатом, у 1977 році. У шлюбі народила сина і дочку.
У 1994 році вона перенесла успішну операцію з приводу пухлини головного мозку; однак подальші проблеми зі здоров'ям призвели до її смерті. Джилл Барклем померла у Лондоні у віці 66 років 15 листопада 2017 року.

## Праці
Серія Ожиновий живопліт
- Весняна історія (1980)
- Літня історія (1980)
- Осіння історія (1980)
- Зимова історія (1980)
- Секретні сходи (1983)
- Високі пагорби (1986)
- Морська історія (1990)
- Діти Поппі (1994)

Вісім книг були адаптовані до повнометражних анімаційних фільмів Cosgrove Hall Films (1996—1997) і Hot Animation (1998—2000).

### Збірки
- Чотири пори року з Ожинового живоплоту (1988) містить 4 сезонні назви та 20-сторінкову «розмову» з автором про походження та розвиток історій.
- Казки з Ожинового живоплоту (1997) містить інші 4 оригінальні назви: «Сходи», «Море», «Пагорби» та «Немовлята».
- Пригоди мишенят з Ожинового живоплоту (1998) — це спільна публікація «Осінньої історії» та «Морської історії».
- Мишенята з Ожинового живоплоту святкують (1998) — спільна публікація «Зимової історії» та «Таємних сходів».
- Прогулянки мишенят з Ожинового живоплоту (1999) — спільна публікація «Весняної історії» та «Високих пагорбів».
- Мишенята-мишенята з Ожинового живоплоту (1999) — спільна публікація «Літньої історії» та «Поппиних діток».
- Візит до Ожинового живоплоту (2000) — спеціальна довідкова книжка, присвячена 20-річчю видання.
- Рік в Ожиновому живоплоті (2010) — ювілейне 30-те видання, що містить 4 сезонні випуски.

### Книги інших авторів про живопліт Brambly Hedge
- Вілфред поспішає на допомогу (2005) «У дусі Джилл Барклем» Алан Макдональд (автор), Ліззі Сандерс, ботанічний художник[17] (ілюстратор)
- Примула відповідає (Primrose In Charge) (2006) «У дусі Джилл Барклем» Алан Макдональд (автор), Ліззі Сандерс, ботанічний художник[17] (ілюстратор).[18]

### Інше
Книжки для активного відпочинку та «іграшкові та рухомі» книжки, серед яких «Пригода Примули» (розсувні картинки Brambly Hedge) та «День народження Вілфреда» (Bramly Hedge Sliding Pictures); деякі настільні книжки, такі як «Будиночок для мишеняти», «Приємно для мишенят» і «Снігова куля»; та «Весілля Поппі та Дасті».